# Chiesa della Sacra Famiglia (Santa Teresa di Riva)
La Chiesa della Sacra Famiglia è una chiesa parrocchiale della città di Santa Teresa di Riva e del vicariato di San Basilio Magno. I lavori per l'edificazione di questo edificio sacro, finanziati esclusivamente con donazioni popolari, iniziarono nel 1903 e si conclusero nel 1992 con la posa definitiva del pavimento marmoreo.
La chiesa è ubicata nella zona centrale della città, dando il nome al quartiere al centro del quale sorge. Nel suo territorio parrocchiale ricadono i quartieri santateresini di Sacra Famiglia, Borgo Marino-Macello, Pozzo Lazzaro, Torrevarata e le minuscole borgate di Landro e Casalotto. 

## Storia

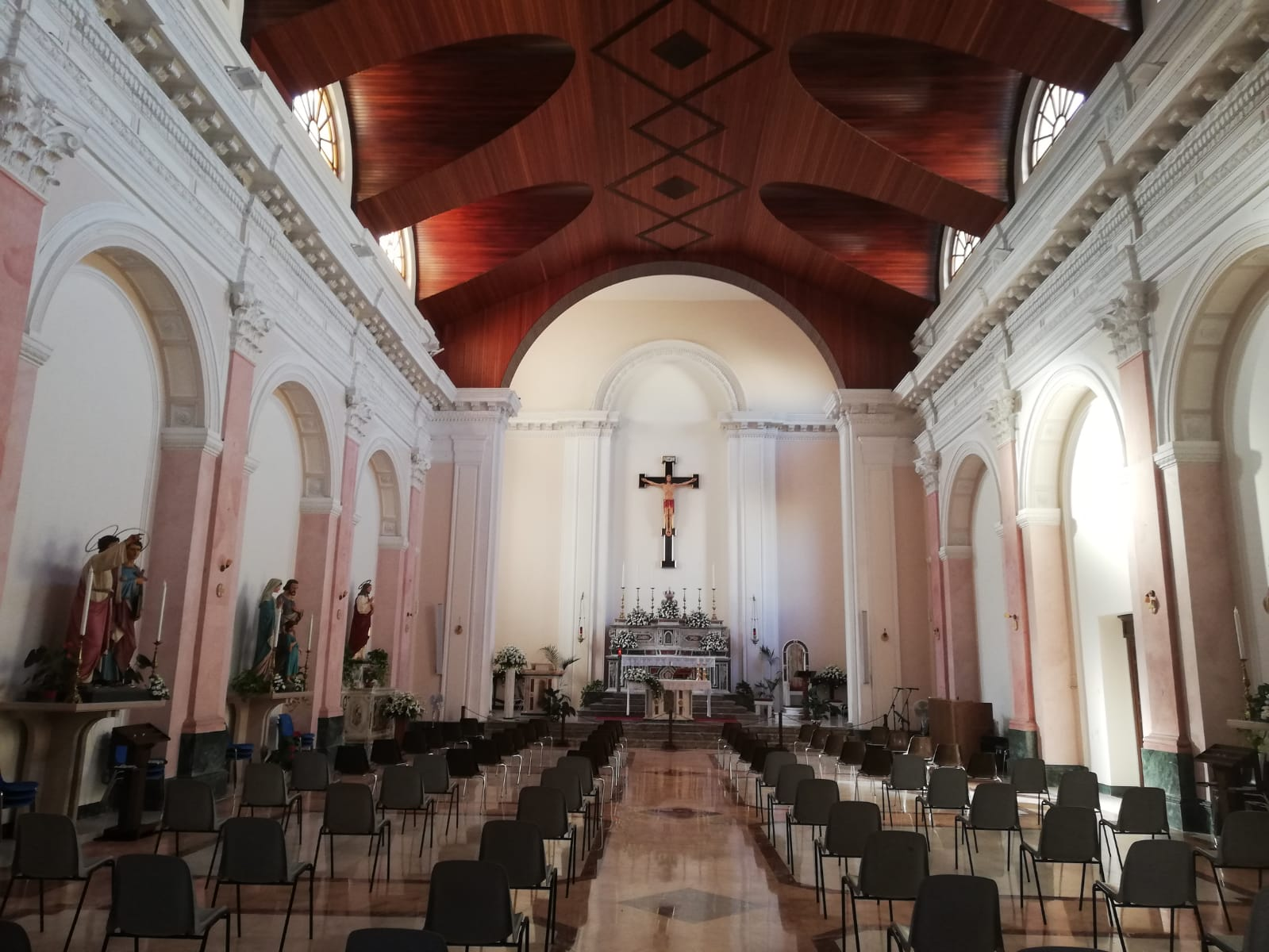
Interni della chiesa

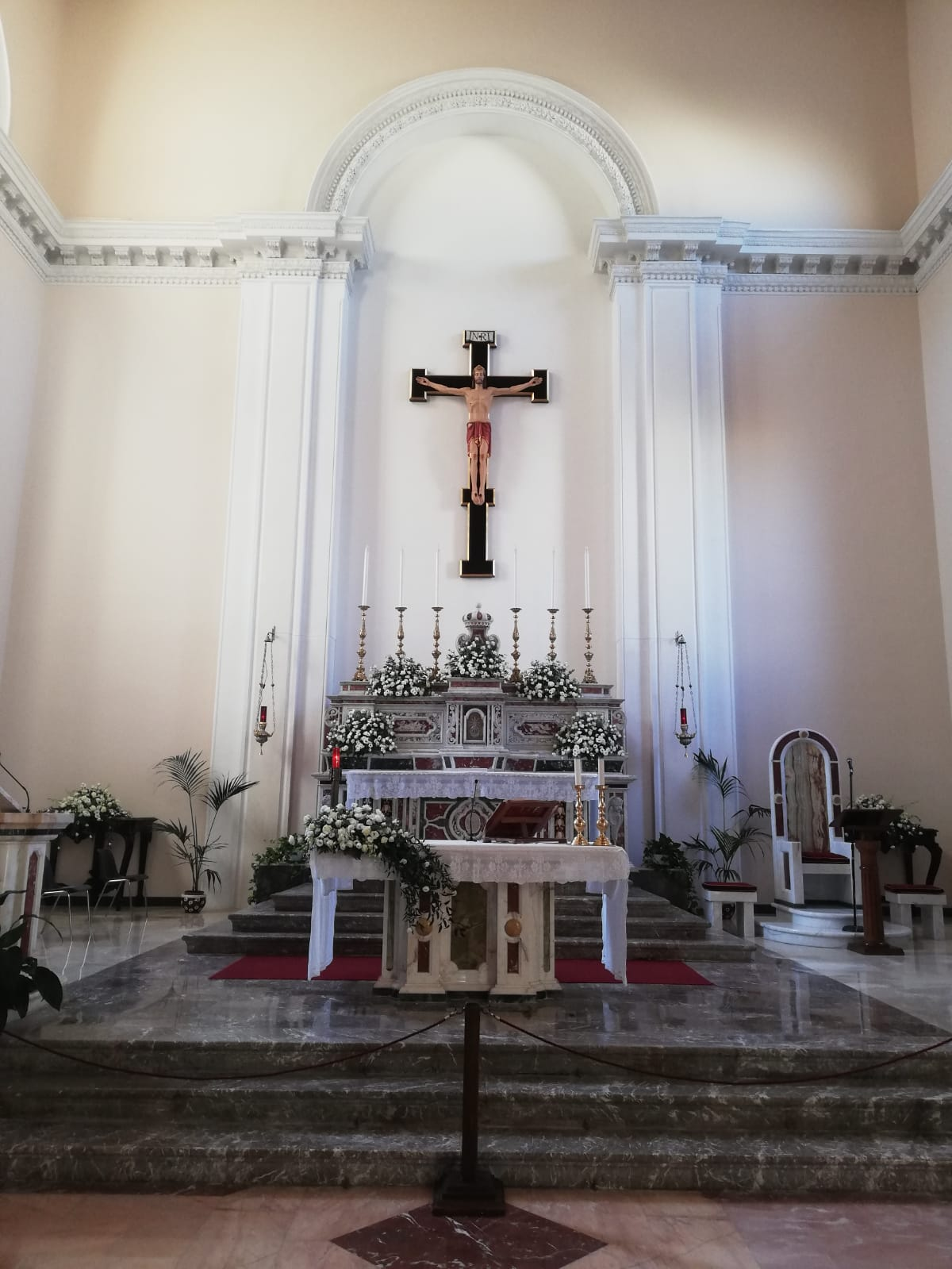
Altare maggiore del 1934

L'iniziativa per l'edificazione di un luogo di culto al servizio dei quartieri centrali di Santa Teresa di Riva venne presa negli ultimi anni del XIX secolo dall'allora Sindaco Francesco Paolo Caminiti (1851-1923); in quegli anni, Santa Teresa di Riva attraversava un periodo di sviluppo economico, edilizio e demografico e le due chiese presenti, la matrice dedicata alla Madonna del Carmelo e la chiesa di Porto Salvo, erano ubicate in posizioni tali da non potere servire comodamente i quartieri centrali del paese che più degli altri crescevano in termini demografici.
Il primo passo fu l'acquisto del terreno su cui si edificò la chiesa. Venne scelto e acquistato un fondo pianeggiate, sito sul corso principale, su cui insistevano alcune piccole costruzioni e un agrumeto, limitrofo all'area allora occupata dal carcere mandamentale poi demolito verso il 1940. Detto immobile apparteneva alle sorelle Francesca e Antonina Dato, figlie del fu Vincenzo Dato. Il prezzo fissato fu di lire 4.700, il comune di Santa Teresa di Riva, con delibera del consiglio comunale del 4 novembre 1899, contribuì alle spese di acquisto stanziando la somma di lire 2.000. Contestualmente il sacerdote don Francesco Moschella (1842-1924) e la di lui sorella suor Gaetana contribuirono donando gratuitamente un'altra porzione di terreno limitrofa a quella appena venduta dalle sorelle Dato. 
L'ingegnere santateresino Antonino Caminiti redasse gratuitamente il progetto della chiesa e si occupò della direzione dei lavori di costruzione.
La posa della prima pietra avvenne nel dicembre del 1903. I lavori di costruzione vennero esclusivamente finanziati con donazioni popolari (raccolte da un comitato all'uopo costituito e presieduto dal sindaco Caminiti) e procedettero a fasi alterne subendo brusche e lunghe pause anche a causa di gravi eventi luttuosi come il terremoto del 1908, la Grande Guerra e l'epidemia di influenza spagnola del 1918/1920.
Nel novembre 1906 si completarono i lavori di costruzione di una piccola cappelletta coperta a custodia del presbiterio e dell'altare e si procedette con l'apertura al culto, tuttavia le funzioni avvenivano a cielo aperto; per tale motivo, la chiesa cominciò ad essere nominata dalla popolazione come "la Cappella" e dipendeva come filiale dalla chiesa matrice cittadina posta a circa un chilometro più a nord.
Verso la fine degli anni Venti si ultimò l'erezione dei muri perimetrali della chiesa e nel 1928 venne introdotto il culto verso i Santi Martiri Cosma e Damiano. 
Finalmente, nel marzo 1934, si completò la copertura su tutta la chiesa, venne demolita la piccola cappelletta del 1906, si ultimarono le rifiniture interne e fu collocato l'altare maggiore. 
Durante la Seconda guerra mondiale, per circa un mese e mezzo tra agosto e settembre 1943, venne requisita dalle truppe d'occupazione anglo-canadesi e adibita ad ospedale militare; lo stesso avvenne per la vicina chiesa del Carmelo.
Il 21 novembre 1945 venne eretta a parrocchia dall'arcivescovo di Messina Angelo Paino.
Gli anni successivi al 1945 videro la realizzazione del soffitto ligneo e di altre rifiniture. Solo nel 1992, col completamento della posa del pavimento marmoreo, poterono dirsi definitivamente conclusi i lavori di costruzione della chiesa.
Tra il 2019 e il 2020 l'edificio sacro fu sottoposto ad un generale restauro che ne ha comportato la chiusura al culto per svariati mesi. Gli interventi effettuati hanno comportato il rifacimento della copertura esterna del tetto, il restauro del soffitto ligneo, degli intarsi artistici interni e del prospetto principale esterno. Il 27 settembre 2020, a conclusione dei lavori di restauro, in occasione della solennità in onore dei santi martiri Cosma e Damiano, alla presenza dell'Arcivescovo di Messina Giovanni Accolla, la chiesa è stata riaperta al culto.

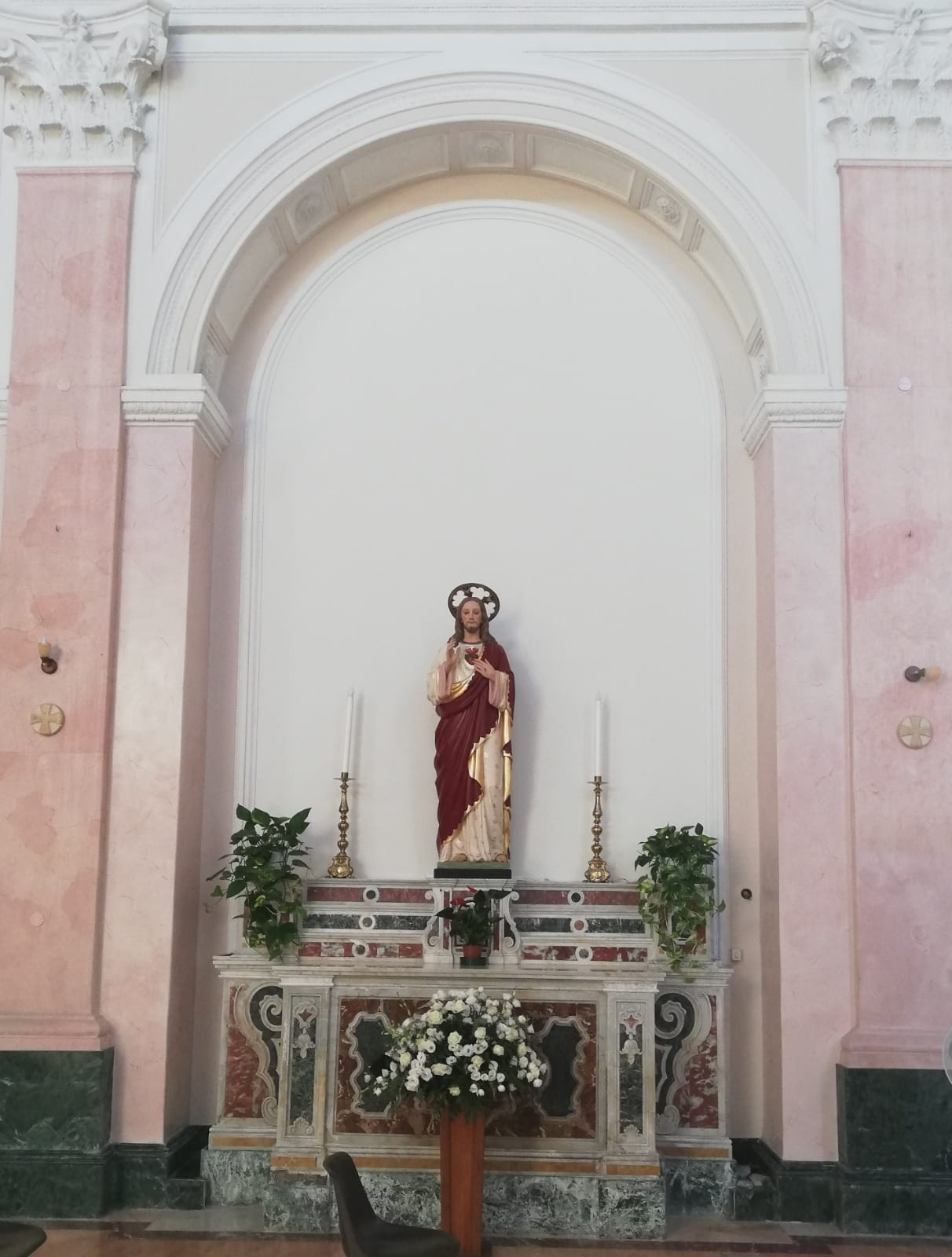
Altare laterale del XVII secolo

## Descrizione
La chiesa è ad unica grande navata in stile barocco con soffitto ligneo. Nella facciata principale, che presenta uno stile neoclassico, si può ammirare una vetrata artistica raffigurante la Sacra Famiglia. Pregevole è l'Altare maggiore, del 1934, di marmo intarsiato policromo in stile barocco. Di sommo interesse è il seicentesco altare laterale del Santissimo Sacramento, anch'esso in stile barocco siciliano dotato di un interessante tronetto per l'esposizione eucaristica, questo prezioso manufatto venne qui collocato nel 1950, proveniente dalla cinquecentesca chiesa (ormai in rovina) di Gesù e Maria di Savoca, sopra questo è collocata una grande pala d'altare ad olio, dipinta dal pittore e architetto santateresino Giuseppe Bonarrigo nel 2008, raffigurante le "Nozze di Cana".
Da non dimenticare tra le altre opere di pregio: l'Icona della Sacra Famiglia proveniente dalla cella di San Giorgio a Kausokalivia dei monaci ortodossi del Monte Athos in Grecia, il Crocifisso ligneo proveniente dalla Chiesa dell'Assunta di Nizza di Sicilia, che giganteggia nell'abside sopra l'Altare maggiore; il complesso statuario della Sacra Famiglia scolpito nel 1903 e il complesso statuario raffigurante i Santi Cosma e Damiano realizzato nel 1927 da artista siracusano.